# Empusa binotata
Empusa binotata är en bönsyrseart som beskrevs av Jean Guillaume Audinet Serville 1839. Empusa binotata ingår i släktet Empusa och familjen Empusidae. Inga underarter finns listade i Catalogue of Life.